# Camarhynchus parvulus
Camarhynchus parvulus là một loài chim trong họ Thraupidae.

## Hình ảnh

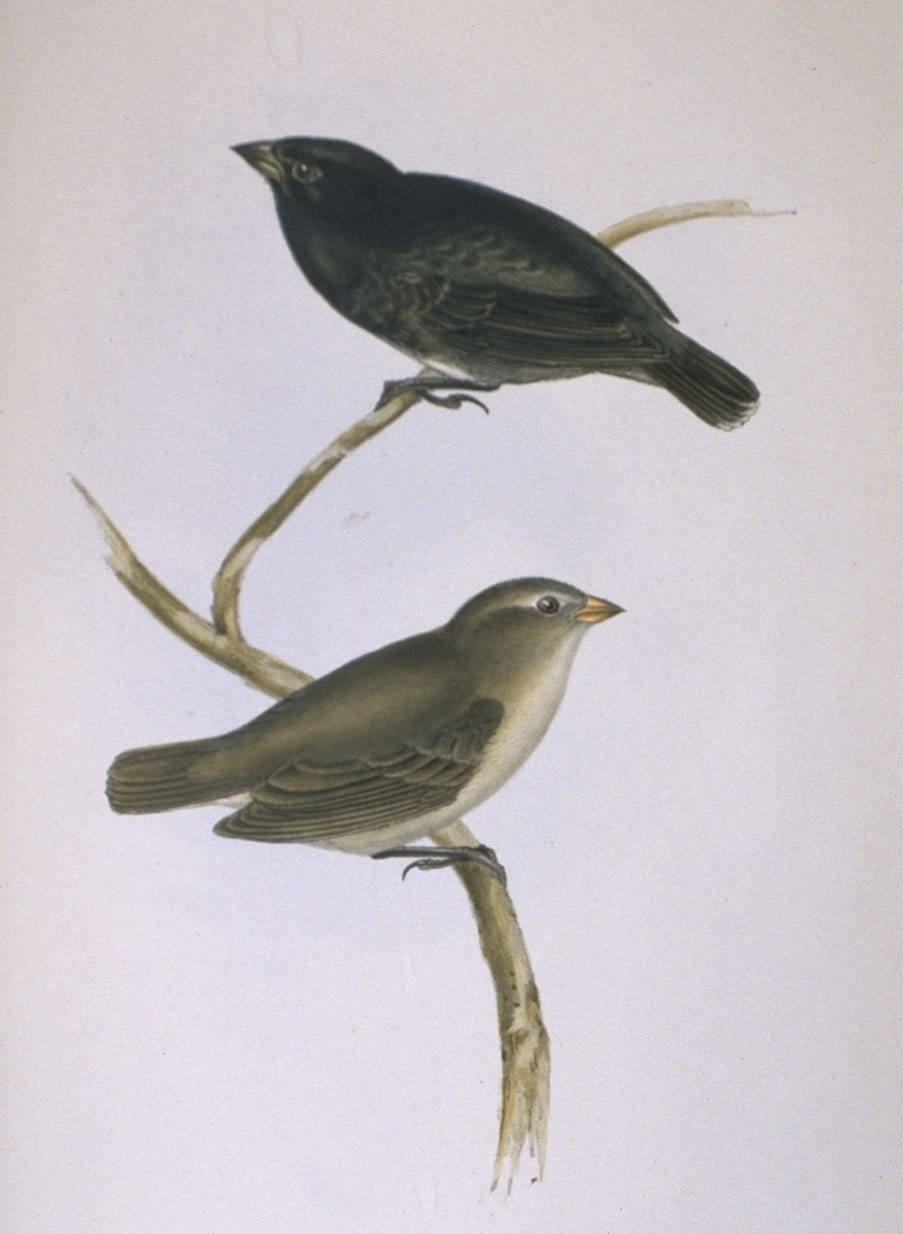
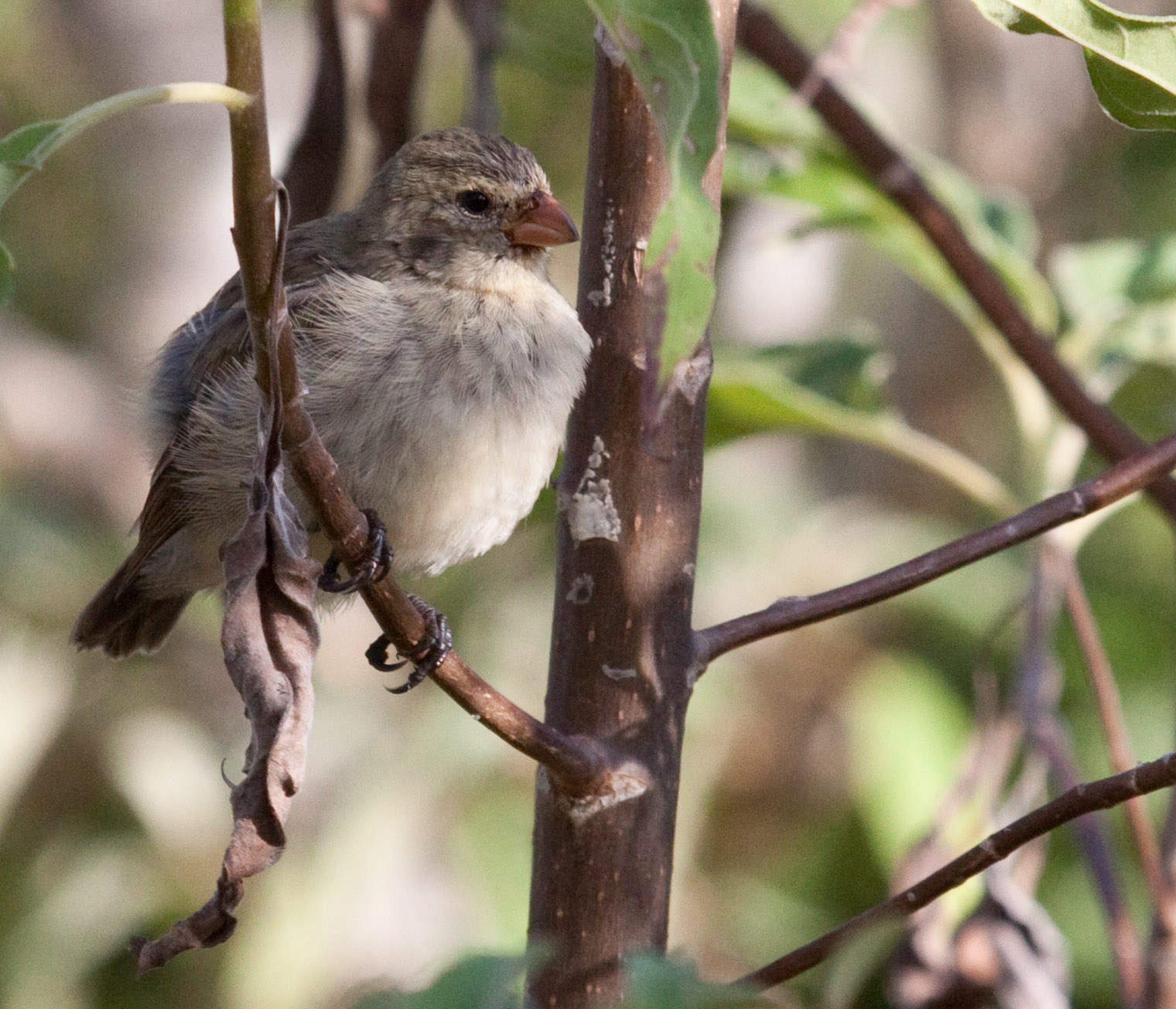